# Cantone di Audruicq
Il Cantone di Audruicq era una divisione amministrativa dell'arrondissement di Saint-Omer.
È stato soppresso a seguito della riforma complessiva dei cantoni del 2014, che è entrata in vigore con le elezioni dipartimentali del 2015.
Comprendeva i comuni di:
- Audruicq
- Guemps
- Nortkerque
- Nouvelle-Église
- Offekerque
- Oye-Plage
- Polincove
- Ruminghem
- Sainte-Marie-Kerque
- Saint-Folquin
- Saint-Omer-Capelle
- Vieille-Église
- Zutkerque